# Trinity Rescue Kit
Trinity Rescue Kit (TRK) és una distribució Live CD lliure, basada en Linux (concretament en Mandriva Linux), concebuda específicament per a la recuperació, reparació, restabliment de claus i duplicació de discs durs. Trinity Rescue Kit inicia el maquinari des d'un lector de CD, un llapis USB o mitjançant PXE.
Trinity Rescue Kit disposa d'un menú d'inici gràfic, basat en SYSLINUX i vesamenu32 que permet seleccionar les condicions d'inici.